# Валя-Сіліштей
Валя-Сіліштей (рум. Valea Siliștei) — село у повіті Васлуй в Румунії. Входить до складу комуни Солешть.
Село розташоване на відстані 289 км на північний схід від Бухареста, 14 км на північний схід від Васлуя, 49 км на південь від Ясс, 147 км на північ від Галаца.

## Населення
За даними перепису населення 2002 року у селі проживали 353 особи, усі — румуни. Усі жителі села рідною мовою назвали румунську.